# Östlig fläcklocke
Östlig fläcklocke (Nemastoma lugubre) är en spindeldjursart. Östlig fläcklocke ingår i släktet Nemastoma, och familjen fläcklockar. Arten är reproducerande i Sverige.